# Brockscheid
Brockscheid település Németországban, Rajna-vidék-Pfalz tartományban. Lakosainak száma 196 fő (2023. december 31.).

## Népesség
A település népességének változása:
| Lakosok száma | 211  | 203  | 199  | 190  | 192  | 196  |
|               | 1975 | 2017 | 2019 | 2021 | 2022 | 2023 |